# Alelimma pallicostalis
Alelimma pallicostalis là một loài bướm đêm trong họ Erebidae.